# Viernau
Viernau là một đô thị tại huyện Schmalkalden-Meiningen, trong Thüringen, nước Đức. Đô thị này có diện tích 15,85 km², dân số thời điểm 31 tháng 12 năm 2006 là 2159 người.